# Q-tones
Q-tones är en a cappella-kvartett från Helsingborg, Sverige som bildades 2003. Efter ett antal medlemsbyten genom åren har kvartetten sedan september 2011 bestått av Steven Hansen, Johannes Bergman, Henrik Rosenberg och Kenneth Nilsson. 
En stor del av gruppens repertoar består av barbershop-musik och man brukar vara med och tävla bland annat i de Nordiska Mästerskapen (NM) i barbershop. Där har kvartetten placerat sig på 3:e plats år 2008, 2009, 2013 och 2014, samt på 2:a plats år 2010 och 2011. 
Q-tones fick tillräckligt bra poäng vid NM under åren 2009-2014 för att kvala in till VM (kallat Internationals) som arrangeras av det amerikanska barbershopförbundet BHS. Omkring 50 kvartetter kvalar in till VM varje år. År 2012 valde man dock att inte delta vid VM då man just genomfört ett medlemsbyte.  
Våren 2013 lyckades Q-tones även knipa en bronsmedalj i Europeiska Mästerskapen, trots att man inte fick vidare bra poäng. Detta ledde till att man på försök genomförde en rockad inom kvartetten där tenor, lead och baryton bytte stämmor sinsemellan, vilket visade sig vara ett lyckat drag. Konstellationen blev då Steven - tenor, Johannes - lead, Henrik - bariton, och Kenneth - bas. Rockaden skedde endast 7 veckor innan man åkte till VM, där man trots denna sena förändring lyckades få hyfsade poäng och en 33:e plats.
Sommaren 2014 tog man beslutet att lägga ner kvartetten. Tre av medlemmarna har nya kvartetter, medan Steven har återvänt till sina rötter inom den klassiska körverksamheten och sjunger bl.a. i Svanholm Singers. Henrik Rosenberg är även president för det svenska barbershopförbundet Snobs.
Våren 2009 släppte Q-tones sin debut-CD Look at us now som nominerades till en CARA Award. I mars 2013 släppte man sin andra skiva Me and my Shadow.

## Tävlingsresultat

### Nordiska Mästerskapen
| År   | Arrangör, värdstad | Placering | Poäng |
| 2014 | Nyköping           | 3         | 79.0  |
| 2013 | Nyköping           | 3         | 77.5  |
| 2012 | Lidingö            | 4         | 76.5  |
| 2011 | Falun              | 2         | 79.0  |
| 2010 | Södertälje         | 2         | 76.3  |
| 2009 | Upplands Väsby     | 3         | 76.3  |
| 2008 | Upplands Väsby     | 3         | 73.1  |
| 2007 | Växjö              | 4         | 71.9  |
| 2006 | Helsingborg        | 2         | 71.4  |

I 2006 och 2007 tävlade man under namnet "Quarters Tones"

### Europeiska Mästerskapen
| År   | Arrangör, värdstad | Placering | Poäng |
| 2013 | Veldhoven, Holland | 3         | 74.8  |
| 2009 | Veldhoven, Holland | 5         | 76.8  |
| 2004 | Brighton, England  | 6         |       |

I 2004 tävlade man under namnet "Quarters Tones"

### Världsmästerskapen (Internationals)
| År   | Arrangör, värdstad     | Placering | Poäng |
| 2013 | Toronto, ON (Canada)   | 33        | 76.8  |
| 2011 | Kansas, OH (USA)       | 27        | 78.8  |
| 2010 | Philadelphia, PA (USA) | 42        | 76.9  |
| 2009 | Anaheim, CA (USA)      | 47        | 76.3  |